# Coppa del Mondo di skeleton 2003
La Coppa del Mondo di skeleton 2002/03, diciassettesima edizione della manifestazione organizzata dalla Federazione Internazionale di Bob e Skeleton, è iniziata il 23 novembre 2002 a Calgary, in Canada e si è conclusa il 1º febbraio 2003 ad Altenberg, in Germania. Furono disputate dodici gare: sei per quanto concerne gli uomini e altrettante per le donne in sei località diverse.
Nel corso della stagione si tennero anche i campionati mondiali di Nagano 2003, in Giappone, competizione non valida ai fini della Coppa del Mondo, mentre la tappa di Sankt Moritz assegnò anche i titoli europei 2003.
Vincitori delle coppe di cristallo, trofeo conferito ai vincitori del circuito, furono lo statunitense Chris Soule per gli uomini e la canadese Michelle Kelly per le donne, entrambi alla prima affermazione nel massimo circuito mondiale.

## Risultati

### Uomini
| Data             | Località     | Primi classificati       | Secondi classificati    | Terzi classificati         |
| ---------------- | ------------ | ------------------------ | ----------------------- | -------------------------- |
| 23 novembre 2002 | Calgary      | Jeff Pain Canada         | Duff Gibson Canada      | Gregor Stähli Svizzera     |
| 30 novembre 2002 | Park City    | Jeff Pain Canada         | Martin Rettl Austria    | Kazuhiro Koshi Giappone    |
| 6 dicembre 2002  | Lake Placid  | Chris Soule Stati Uniti  | Kevin Ellis Stati Uniti | Brady Canfield Stati Uniti |
| 17 gennaio 2003  | Igls         | Gregor Stähli Svizzera   | Chris Soule Stati Uniti | Martin Rettl Austria       |
| 24 gennaio 2003  | Sankt Moritz | Chris Soule Stati Uniti  | Jeff Pain Canada        | Walter Stern Austria       |
| 1º febbraio 2003 | Altenberg    | Philippe Cavoret Francia | Walter Stern Austria    | Kazuhiro Koshi Giappone    |

### Donne
| Data             | Località     | Prime classificate       | Seconde classificate         | Terze classificate     |
| ---------------- | ------------ | ------------------------ | ---------------------------- | ---------------------- |
| 23 novembre 2002 | Calgary      | Lindsay Alcock Canada    | Michelle Kelly Canada        | Maya Pedersen Svizzera |
| 30 novembre 2002 | Park City    | Tristan Gale Stati Uniti | Lindsay Alcock Canada        | Michelle Kelly Canada  |
| 6 dicembre 2002  | Lake Placid  | Lindsay Alcock Canada    | Michelle Kelly Canada        | Deanna Panting Canada  |
| 17 gennaio 2003  | Igls         | Lindsay Alcock Canada    | Ekaterina Mironova Russia    | Michelle Kelly Canada  |
| 24 gennaio 2003  | Sankt Moritz | Michelle Kelly Canada    | Mellisa Hollingsworth Canada | Lindsay Alcock Canada  |
| 1º febbraio 2003 | Altenberg    | Diana Sartor Germania    | Michelle Kelly Canada        | Maya Pedersen Svizzera |

## Classifiche

### Uomini
| Pos. | Nome pilota     | Nazione     | CAL | PKC | LAK | IGL | STM | ALT | Punti |
| ---- | --------------- | ----------- | --- | --- | --- | --- | --- | --- | ----- |
| 1    | Chris Soule     | Stati Uniti | 6   | 6   | 1   | 2   | 1   | 7   | 238   |
| 2    | Jeff Pain       | Canada      | 1   | 1   | 5   | 5   | 2   | 13  | 234   |
| 3    | Kazuhiro Koshi  | Giappone    | 4   | 3   | 13  | 6   | 10  | 3   | 194   |
| 4    | Martin Rettl    | Austria     | 9   | 2   | 15  | 3   | 11  | 5   | 184   |
| 5    | Gregor Stähli   | Svizzera    | 3   | 4   | -   | 1   | 4   | -   | 167   |
| 6    | Kristan Bromley | Regno Unito | 7   | 7   | 14  | 4   | 12  | 6   | 166   |
| 7    | Duff Gibson     | Canada      | 2   | 15  | 6   | 8   | 17  | 9   | 161   |
| 8    | Walter Stern    | Austria     | 19  | 17  | 10  | 14  | 3   | 2   | 155   |
| 9    | Kevin Ellis     | Stati Uniti | 14  | 10  | 2   | 10  | 6   | 18  | 155   |
| 10   | Paul Boehm      | Canada      | 11  | 18  | 4   | 7   | 5   | 22  | 147   |

### Donne
| Pos. | Nome pilota           | Nazione     | CAL | PKC | LAK | IGL | STM | ALT | Punti |
| ---- | --------------------- | ----------- | --- | --- | --- | --- | --- | --- | ----- |
| 1    | Michelle Kelly        | Canada      | 2   | 3   | 2   | 3   | 1   | 2   | 184   |
| 2    | Lindsay Alcock        | Canada      | 1   | 2   | 1   | 1   | 3   | 8   | 182   |
| 3    | Tristan Gale          | Stati Uniti | 4   | 1   | 5   | 4   | 8   | 10  | 142   |
| 4    | Maya Pedersen         | Svizzera    | 3   | 4   | 4   | 11  | 10  | 3   | 137   |
| 5    | Diana Sartor          | Germania    | 5   | 5   | 7   | 9   | 7   | 1   | 136   |
| 6    | Mellisa Hollingsworth | Canada      | 8   | 8   | 6   | 8   | 2   | 12  | 120   |
| 7    | Deanna Panting        | Canada      | 11  | 17  | 3   | 5   | 4   | -   | 100   |
| 8    | Ekaterina Mironova    | Russia      | 6   | 9   | 10  | 2   | 15  | -   | 96    |
| 9    | Tanja Morel           | Svizzera    | 12  | 14  | 15  | 13  | 9   | 7   | 86    |
| 10   | Katie Koczynski       | Stati Uniti | 15  | 7   | 13  | 12  | 13  | 10  | 86    |